# Torymus pavidus
Torymus pavidus är en stekelart som beskrevs av Thomas Say 1836. Torymus pavidus ingår i släktet Torymus och familjen gallglanssteklar. Inga underarter finns listade i Catalogue of Life.